# Jarilla
Jarilla é um município da Espanha na comarca do Vale do Ambroz, província de Cáceres, comunidade autónoma da Estremadura. Tem 28,5 km² de área e em 2021 tinha 136 habitantes (densidade: 4,8 hab./km²).
É um dos municípios do Vale do Ambroz que faz parte da Mancomunidade de Trasierra-Terras de Granadilla e não da Mancomunidade do Vale do Ambroz.

## Demografia
| Variação demográfica do município entre 1991 e 2004 [carece de fontes?] | Variação demográfica do município entre 1991 e 2004 [carece de fontes?] | Variação demográfica do município entre 1991 e 2004 [carece de fontes?] | Variação demográfica do município entre 1991 e 2004 [carece de fontes?] |
| ----------------------------------------------------------------------- | ----------------------------------------------------------------------- | ----------------------------------------------------------------------- | ----------------------------------------------------------------------- |
| 1991                                                                    | 1996                                                                    | 2001                                                                    | 2004                                                                    |
| 195                                                                     | 205                                                                     | 156                                                                     | 148                                                                     |